# Агашаяк (1861—1932)
Агашаяк (каз. Ағашаяқ; настоящее имя Берикбол Копенулы (каз. Берікбол Көпенұлы); 1861, ныне аул Мукыр Абайского района Восточно-Казахстанской области — 1932, там же) — российский и советский казахский актёр, танцор, акын, кюйши, певец, домбрист, а также искусный цирковой наездник. Агашаяк овладел многими видами спорта. Происходит из рода тобыкты племени аргын.

## Творчество
К 8-ладовой домбре добавил ещё 2 лада и играл на 3-струниой домбре с 10 ладами. Автор песен «Аяғым-ай», «Ахахау-ахау», «Ой, жиырма бес», «Жиырма жеті қыз», «Жетімнің әні», « Ұмпа-ұмпа парадай», «О, дүние, кемпірім-ай», «Құдыреттің кер тайы-ай». Амре Кашаубаев исполнил в Париже песню Агашаяка «Агашаяк». А. В. Затаевич записал эту песню на ноты и опубликовал в сборнике «500 казах, песен и кюев» (1931). Затем её текст был переиздан в сборнике «Казахские народные песни» (1955).